# Кирха Святой Марии в Шпанькове
Кирха Святой Марии в Шпанькове — лютеранская церковь в деревне Шпаньково Гатчинского муниципального округа Ленинградской области, бывший центр прихода Спанккова (фин. Spankkova) Евангелическо-лютеранской церкви Ингрии. С 2020 года — объект культурного наследия России регионального значения.

## История
Лютеранская община Спанккова была основана в 1640 году. Уже тогда она имела собственную церковь, которая упоминается на карте Ингерманландии А. И. Бергенгейма, составленной по шведским материалам 1676 года и шведской «Генеральной карте провинции Ингерманландии» 1678 года в селении швед. Po(do)gostilits, оно же у Адриана Шонбека (1705 год) — мыза Стелиц.
До Северной войны община была приписана к регальному приходу Тяякели (фин. Tääkkeli), с центром в деревне Тяглино, где тогда находилась приходская кирха.
С 1710 по 1748 год, по одним сведениям община Спанккова была приписана к приходу Коприна, по другим — в этот период лютеранские приходы Коприна, Колппана и Спанккова составляли один объединённый приход.
В 1731 году в деревне была построена новая деревянная кирха. В связи с её постройкой существует легенда, что её выстроил на свои средства некий русский князь Шпаньковский (или Шпаньков), брёвна для которой доставлялись из принадлежащего ему Верепинского леса и в благодарность за это деревню назвали Шпаньково, что, в свою очередь, дало название новому приходу, так как в этом же году в Шпаньково был перенесён центр прихода Тяякели и переименован в Спанккова, однако мыза Шпанково упоминается на карте Ингерманландии А. Ростовцева, изданной ещё в 1727 году.
В 1745 году в 7 верстах от деревни Шпаньково под пасторат было выделено 212 десятин земли.
В начале 1770-х годов при кирхе была построена колокольня и куплены два колокола.
В 1827 году на месте старой деревянной кирхи началось строительство новой, каменной на 470 мест.
7 марта 1833 года новую церковь освятили во имя Святой Марии.
С середины XIX века в Спанккова входил капельный приход Колппана.
В 1860 году кирха была отремонтирована.
В 1865 году в приходе насчитывалось 3657 человек. Приход входил в Западно-Ингерманландское пробство.
В 1870 году кирха Святого Николая прихода Хатсина подарила кирхе Святой Марии орган. Он был отремонтирован мастером Гессе и освящён на новом месте 28 июля.
В 1878 году у настоятеля прихода Спанккова, отца знаменитого финского архитектора Элиэля Сааринена — Юхо Сааринена, числилось в пасторате 212 десятин земли и 22 коровы.
В 1886 году в приходе Спанккова открылась первая библиотека.
В 1889 году открылась воскресная школа, содержавшаяся на средства прихожан. Обучение чтению, письму и лютеранскому катехизису в ней вёл пастор Юхо Сааринен.
В 1900 году в деревне Сеппеля (совр. пос. Войсковицы) был построен новый пасторат.
В 1905 году в приходе числилось около 50 эстонцев.
В начале 1920-х годов капельный приход Колппана вновь стал самостоятельным.
В сентябре 1937 года богослужения прекратились, пастор Иисакки Вирронен — расстрелян.
В 1939 году здание кирхи было передано под склад.
Службы возобновлялись в период немецкой оккупации с 1942 год по 1943 год.
В послевоенные годы здание кирхи было разрушено. На сегодняшний день — руинировано.

## Прихожане
В начале XX века приход включал в себя 44 деревни, из которых 31 деревня имела финское, а остальные — смешанное финско-ижорское, финско-эстонское и финско-русское население.
В 1930-е годы приход Спанккова (фин. Spankkova) включал в себя 53 деревни:

Авколево, Березнево, Большие Борницы, Большое Сяськелево, Ванга Старасть, Веткале, Верепеля, Вероланцы, Войсковицы, Глумицы, Гонголе, Донцо, Дубицы, Дылицы, Заречье, Илькино, Калитино, Карстолово, Корписалово, Кунттула, Курковицы, Лорвила, Луйсковицы, Малое Карстолово, Малое Сяськелево, Малые Борницы, Миккино, Натальевка, Новое Хинколово, Новые Холоповицы, Пеньково, Питкелево, Раглицы, Реболово, Ронилово, Ряхкала, Саванкюля, Сельцо, Семеля, Сеппеля, Смольково, Старые Холоповицы, Таровицы, Тойворово, Тяглино, Хиндикалово, Хинколово, Холоповицы, Хюльгюзи, Цыгонеми, Черново, Шпаньково, Эду.

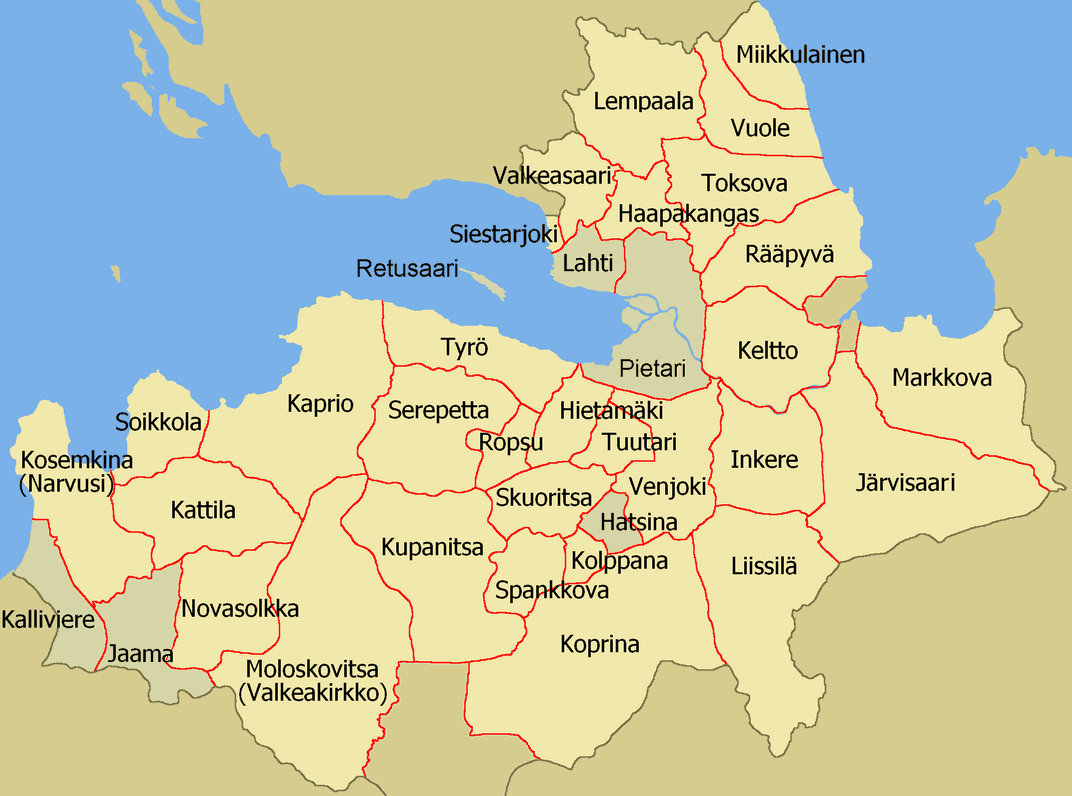
Карта приходов Церкви Ингрии (1930-е годы)

Изменение численности населения прихода Спанккова с 1842 по 1919 год:

## Духовенство
| Настоятели прихода | Настоятели прихода                        |
| Даты               | Пастор                                    |
| ------------------ | ----------------------------------------- |
| 1657               | Эрикус Лаурентий Коллингиус               |
| 1661—1670          | Андреас Хенрик Шварц                      |
| 1671—1685          | Йохан Кексхолменис                        |
| 1683—1697          | Симон Агандер                             |
| 1707               | Якоб Майделин (пастор)                    |
| 1714—1724          | Йохан Алопаеус (пастор)                   |
| 1720               | Лаурентиус Ротовиус (настоятель)          |
| 1726—1746†         | Лаурентиус Ротовиус (настоятель)          |
| 1748—1774          | Эрик Рикнек                               |
| 1753               | Лаурентиус Ротовиус (мл.) (адъюнкт)       |
| 1765               | Микаэль Салмстейн (адъюнкт)               |
| 1769—1799†         | Томас Хенрик Эльгеен (адъюнкт, пастор)    |
| 1776               | Эсайас Коландер (адъюнкт)                 |
| 1783—1785          | Даниэль Бергрот (адъюнкт)                 |
| 1785—1797          | Хенрик Лагедаль (адъюнкт)                 |
| 1797—1829†         | Петер Вильгельм Эльгеен (адъюнкт, пастор) |
| 1797—1800          | Адольф Фредрик Эльгеен (адъюнкт)          |
| 1802—1806          | Адольф Фредрик Эльгеен (адъюнкт)          |
| 1807—1810          | Элиас Хуппнер (адъюнкт)                   |
| 1810—1812          | Якоб Рейнхольд Гранбаум (адъюнкт)         |
| 1812               | Захариас Пеландер (адъюнкт)               |
| 1813—1817          | Абрахам Ульрик Прокопеус (адъюнкт)        |
| 1817               | Йохан Эмануэль Пасселберг (адъюнкт)       |
| 1824—1828          | Йохан Мерселиус (адъюнкт)                 |
| 1829—1857          | Адольф Фредрик Эльгеен (пастор)           |
| 1832—1835          | Нильс Вилхелм Оберг (адъюнкт)             |
| 1837—1             | Андерс Йохан Мальмстедт (адъюнкт)         |
| 1851—1853          | Карл Фредрик Стегман (адъюнкт)            |
| 1853               | Вилхелм Виктор Перониус (и. о. пастора)   |
| 1853—1857          | Пер Аугуст Ашан (адъюнкт)                 |
| 1858—1876†         | Пауль Теодор Швиндт (настоятель)          |
| 1877—1894          | Юхо Сааринен (настоятель)                 |
| 1889—1919†         | Карл Йоэль Хедли Бромс (адъюнкт, пастор)  |
| 1897—1898          | Фредрик Хейсканен (адъюнкт)               |
| 1904               | Яакко Раски (адъюнкт)                     |
| 1904               | Фредрик Хейсканен (адъюнкт)               |
| 1906—1910          | Яакко Раски (адъюнкт)                     |
| 1919               | Фритьёф Георг Слёёр (и. о. пастора)       |
| 1919—1921          | Пекка Бистер                              |
| 1921—1922          | епископ Оскар Карл Йохан Пальса           |
| 1923               | Иосиф Мюхкюря                             |
| 1924—1931          | Алексантери Сойтту (выслан)               |
| 1926—1927          | Антти Карху                               |
| 1931—1932          | Юхана Варонен                             |
| 1933—1937          | Иисакки Вирронен (расстрелян)             |
| 1935—1936          | Юхана Варонен                             |

## Фото

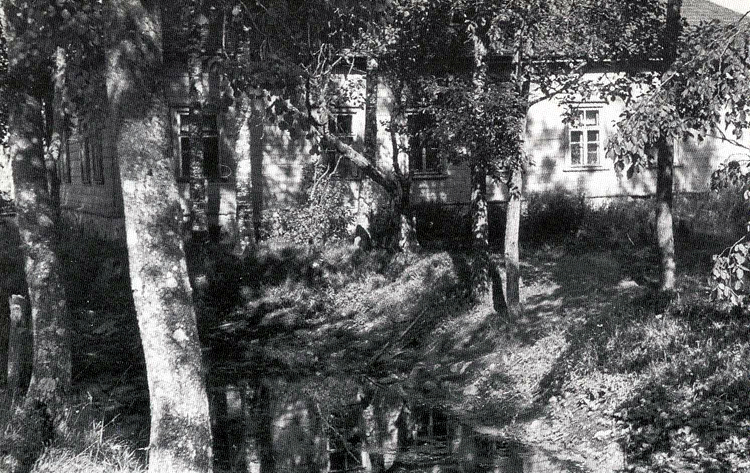
Пасторат Спанккова. 1880 год
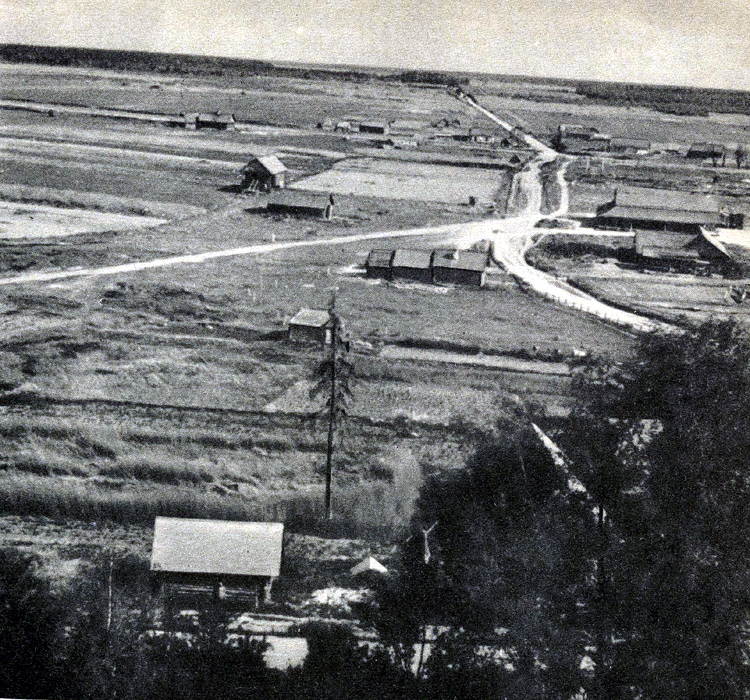
Вид с колокольни. 1910-е годы
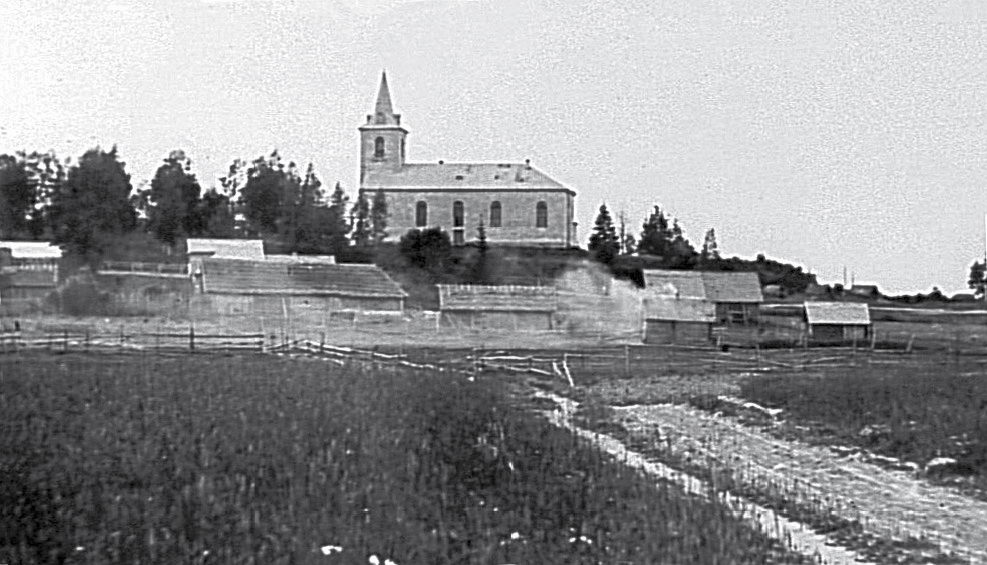
Кирха прихода Спанккова. 1910-е годы
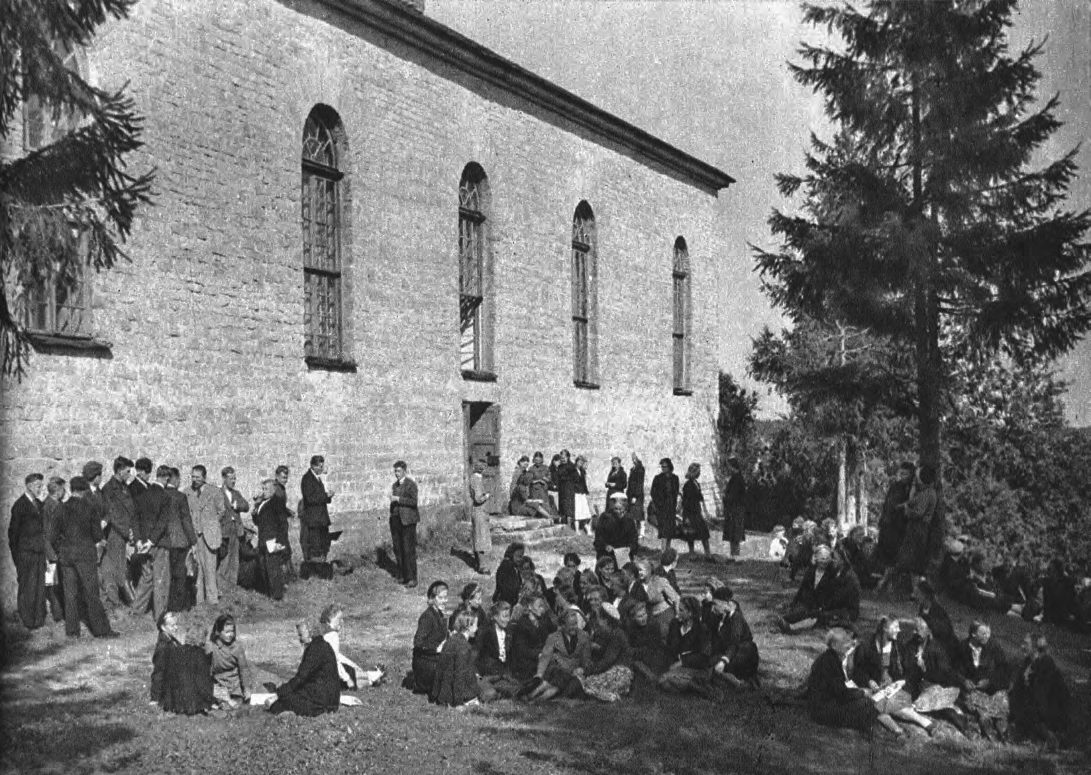
Перед богослужением. 1943 год
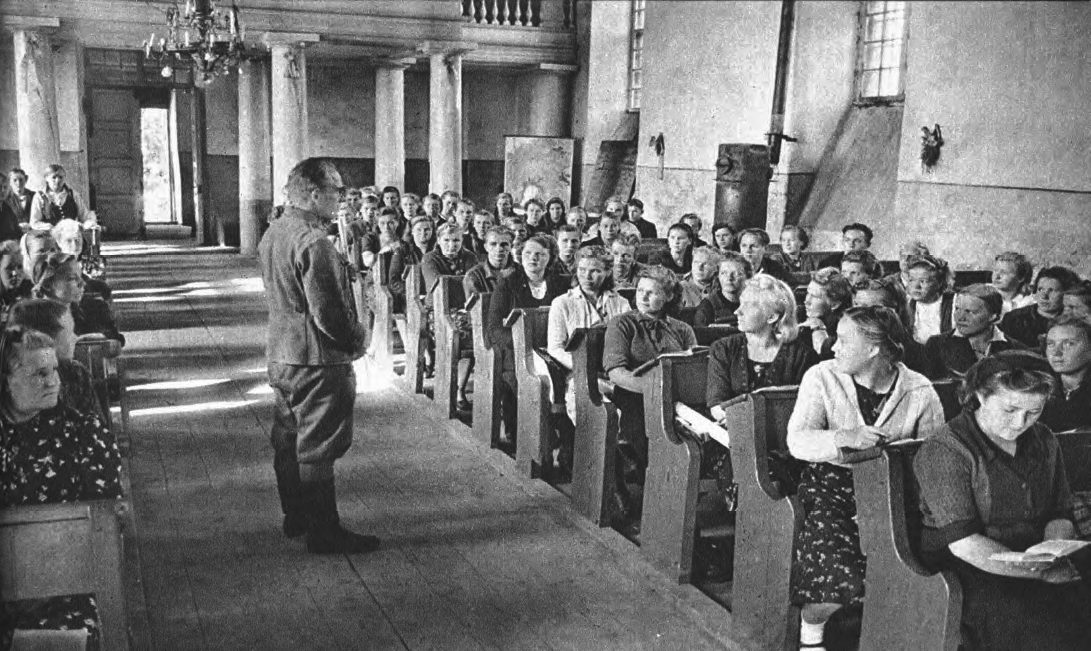
Богослужение в кирхе. 1943 год
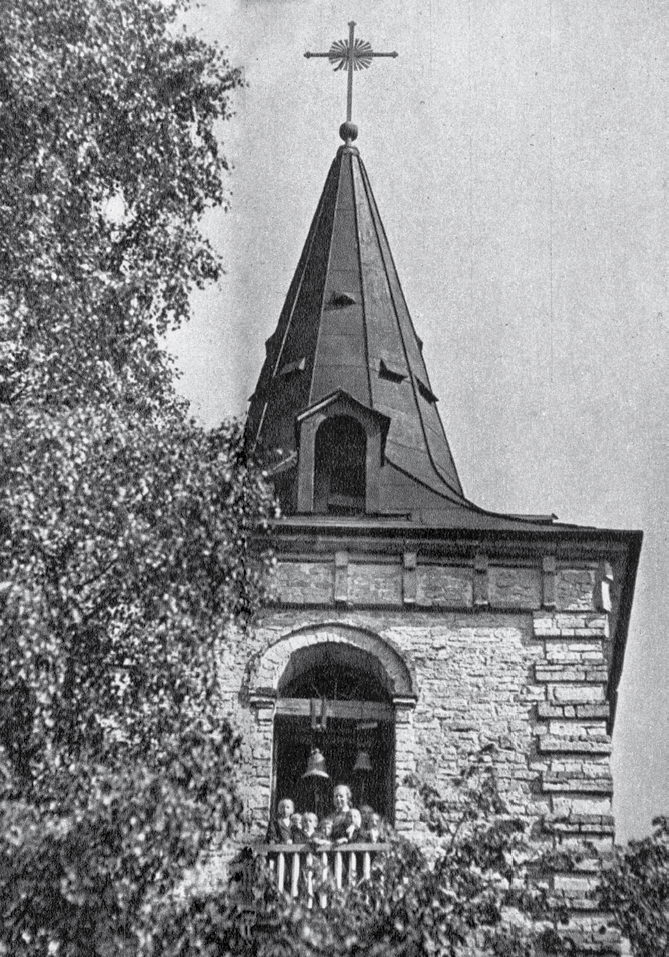
Колокольня кирхи. 1943 год
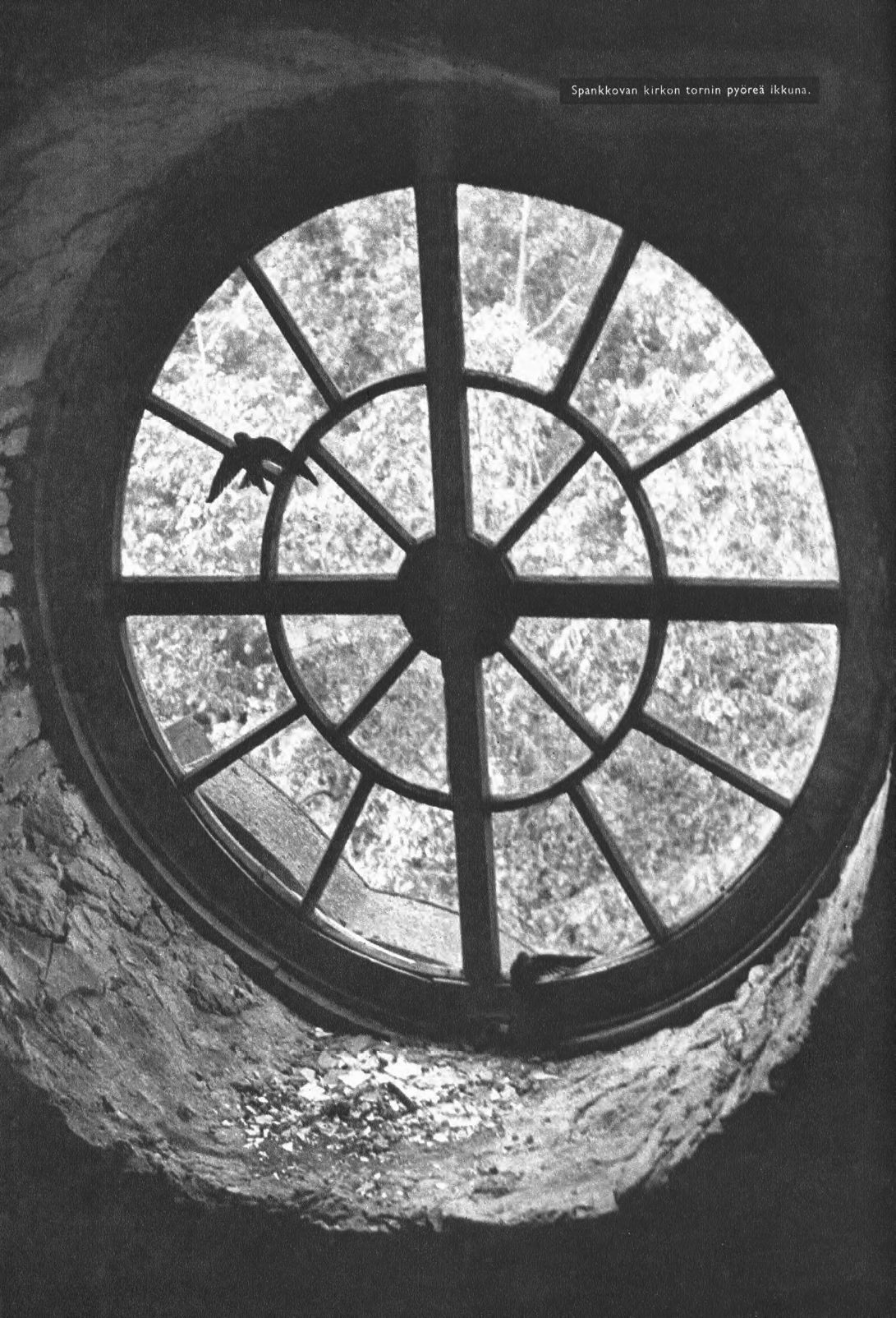
Окно колокольни. 1943 год
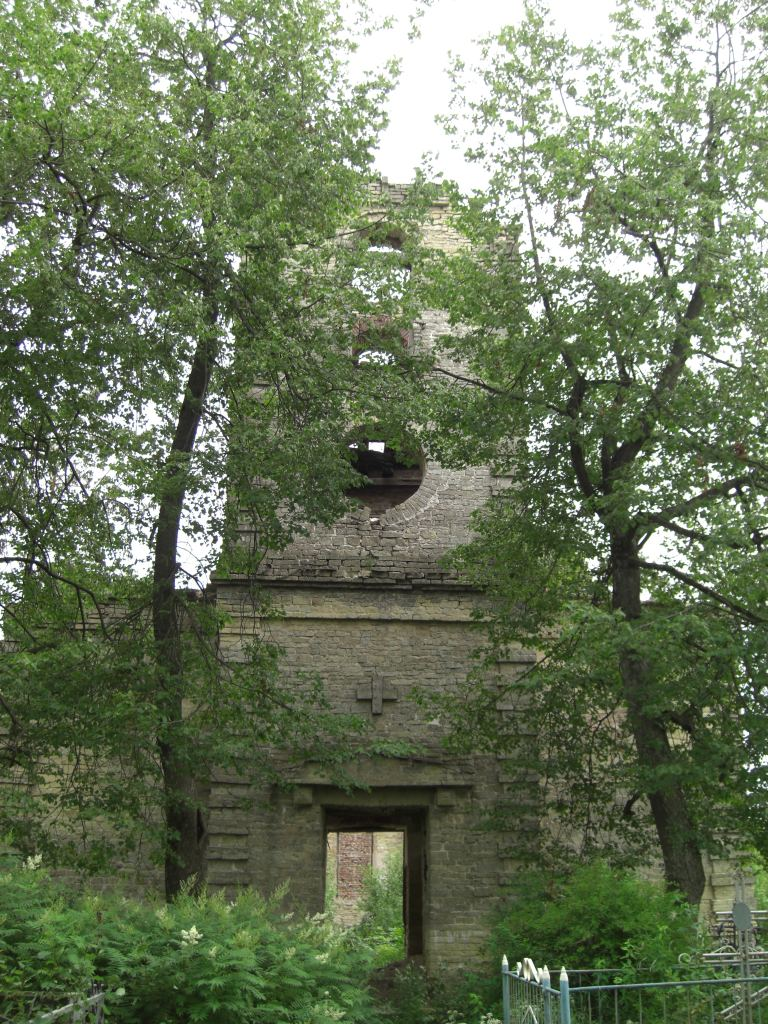
Руины кирхи. 2008 год
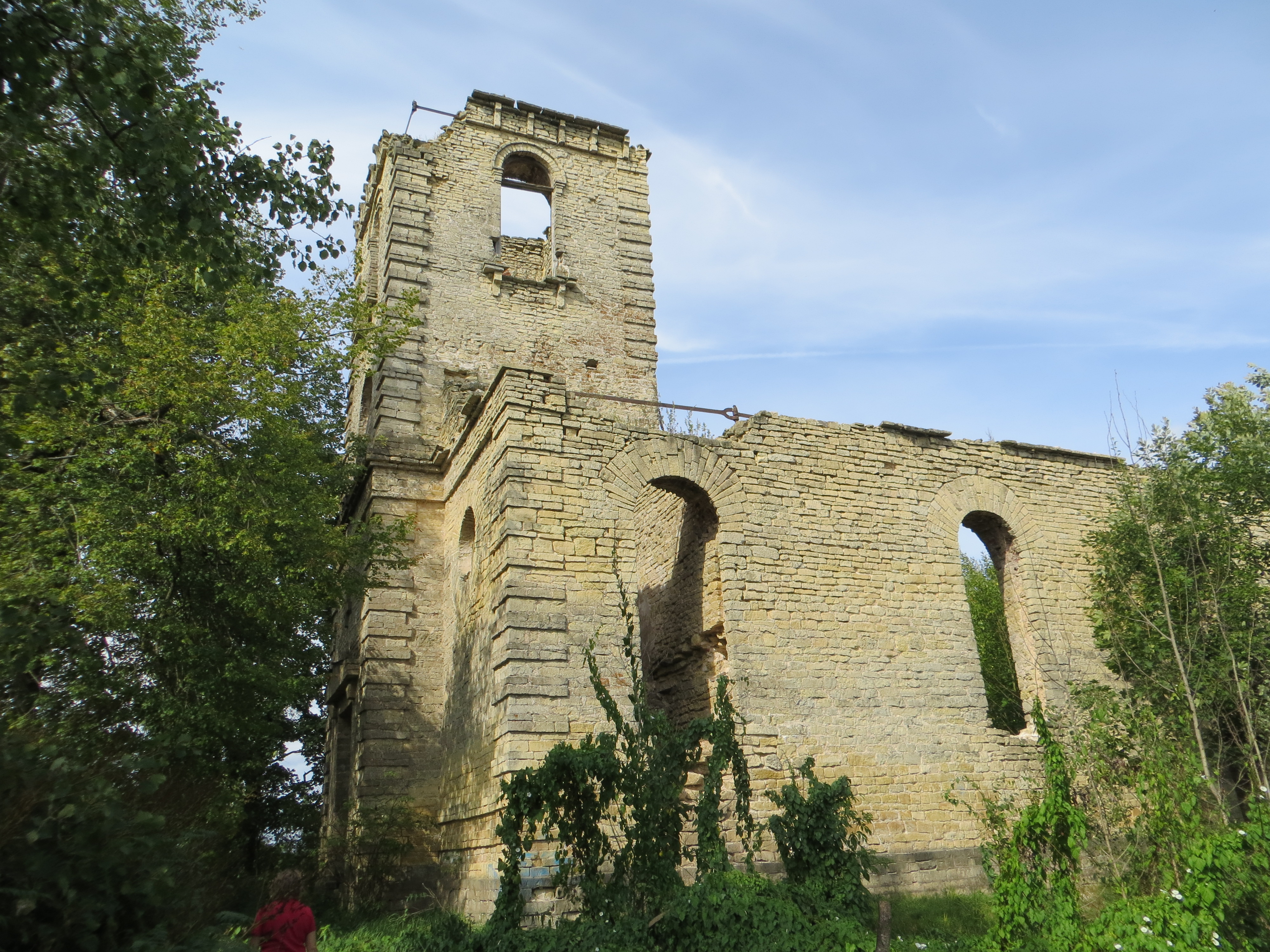
Руины кирхи. 2014 год